# 蒂斯拉
蒂斯拉（Tisra），是印度贾坎德邦Dhanbad县的一个城镇。总人口53547（2001年）。

## 人口
该地2001年总人口53547人，其中男性29719人，女性23828人；0—6岁人口8130人，其中男4070人，女4060人；识字率57.59%，其中男性为68.32%，女性为44.20%。